# Las Estrellas
Las Estrellas - XEW-TV è una rete televisiva messicana appartenente al gruppo Televisa.

## Storia
Las Estrellas nacque il 21 marzo del 1951.

## Programmazione
La programmazione è costituita da telenovelas, film, sport e notiziari.

### Telenovelas
| Titolo                     | Prima data       | Ref.  |
| -------------------------- | ---------------- | ----- |
| Antes muerta que Lichita   | 24 agosto 2015   | [ 1 ] |
| Pasión y poder             | 5 ottobre 2015   | [ 2 ] |
| Simplemente María          | 9 novembre 2015  | [ 3 ] |
| Un camino hacia el destino | 25 gennaio 2016  | [ 4 ] |
| Corazón que miente         | 2 agosto 2016    | [ 5 ] |
| Sueño de amor              | 22 febbraio 2016 | [ 6 ] |

#### Commedie
- La familia P. Luche (29 novembre 2002 – 2011)
- La Hora Pico (2000–2007)
- STAND parados
- Una familia de diez (22 marzo 2007 – ????)
- Vecinos (10 luglio 2005 – 10 dicembre 2007)

#### Programmi sportivi
- Acción
- La Jugada
- Más Deporte
- Noticiero TD

#### Talk/game shows
- 100 mexicanos dijieron
- 123 X México
- Al sabor del chef
- Alebrijes Águila o Sol
- Desmadruga2
- En Familia con Chabelo
- Hoy
- Laura
- Pequeños Gigantes
- Punto de Partida
- Los Reporteros
- Resbalón
- Sabadazo
- Se vale
- Tercer Grado
- Todo el mundo cree que sabe
- TV Millones

#### Programmi di notizie
- Noticiero con Joaquín López-Dóriga
- Noticiero con Lolita Ayala
- Primero Noticias

#### Serie
- Amor Mío
- El chavo animado
- Como dice el dicho
- Mujer, Casos de la Vida Real (1985–2007)
- La rosa de Guadalupe